# Tezkatlipoka
Az azték teremtésmítoszban két Tezkatlipoka szerepel, és mindkettő az első istenpár gyermeke: Vörös Tezkatlipoka volt az elsőszülött (azért nevezték így, mert teljesen vörös volt, amikor a világra jött), de Fekete Tezkatlipoka volt a legnagyobb és leggonoszabb isten. Az övé volt a legnagyobb hatalom; mindent tudott, és többre volt képes, mint három fivére, mert ő minden létező középpontjában jött létre, és egészen fekete volt, amikor megszületett. 
Ő lett a "Füstös tükör", azaz obszidián. Ő volt az aszály és a rossz termés – továbbá a varázslat, az idő, az éjszaka istene, az Észak (égtáj) ura. Életet adó és elvevő, hatalmas isten, a végzet megtestesítője. Mivel különb akart lenni fivéreinél, nappá változott. Hamuból formált emberekkel népesítette be a Földet, de Ketzalkóatl letaszította az égből. Ekkor Tezkatlipoka jaguárrá változott, fölfalta a Földet, és ezzel véget vetett a világ első korszakának. A világ második korszakának végén aztán ő döntötte meg Ketzalkóatl hatalmát.

## Ábrázolása
Szobrát csillogó, fekete obszidiánból készítették, és különféle ékszerekkel (nyakláncokkal, fülbevalókkal, tollakkal) díszítették. Ezeket egy aranykorongra fűzték össze: ez a tükörre emlékeztető szerkezet arra utalt, hogy Tezcatlipoca lát mindent, ami a világban történik. A szentély bejáratát függöny takarta, a félhomályos helyiségbe csak az isten papjai léphettek be.

## Ünnepe
Ünnepe mai időszámításunk szerint május 19-re esett. A szertartás előestéjén a szobrot átöltöztették és a függönyt eltávolították, hogy ezen az egy napon mindenki jól láthassa. 
Az ünnepre tíz napig készültek. Egy templomi méltóság naponta ugyanolyan ruhát öltött, mint a bálvány, és a négy égtáj felé fordulva fuvolájába fújt. Ezzel jelezve, hogy egyaránt szól a jelen- és távollévőkhöz. Ezután port vett fel a földről, és megette, miként az őt követő hívők is, akik ha bűnösök voltak, állítólag nagy félelmet éreztek, amíg a fuvola szólt. Ilyenkor azért könyörögtek istenükhöz, hogy ne derüljön fény vétkeikre, és rengeteg tömjént ajánlottak fel neki, hogy csillapítsák haragját.
Az igazi ünnepnapon feketére mázolt papok egy, a bálvány ruhájába öltöztetett rabszolgát hurcoltak körbe egy hordszéken. A leendő áldozatnak ugyanolyan tisztelettel hódoltak, mint magának az istennek. A ceremónia közben folyamatosan érkeztek a hívők, és ajándékokat: fürjeket, ékszereket, tömjént és kukoricacsöveket hoztak. Mindezt a papoknak adták át. Ez szertartás is emberáldozattal végződött, akárcsak Vitzilopocstlié. Ezen a napon szabadultak fel az egyháznak szolgáló, az egy évet letöltött szüzek és ifjak is.